# Sveti Ilija (Varaždinska županija)
Sveti Ilija je općina u Hrvatskoj.

## Zemljopis
Općina Sveti Ilija se nalazi u sastavu Varaždinske županije te je smještena u njenom središnjem dijelu. Na zapadu graniči s općinom Beretinec, na sjeveru s Gradom Varaždinom, na istoku s općinom Gornji Kneginec, a na jugu s Gradom Novim Marofom. Teritorij općine obuhvaća podnožje Varaždinskog topličkog gorja i nizinu rijeke Drave na sjeveru Hrvatskog zagorja.

## Stanovništvo
Broj stanovnika u općini prema popisu iz 2001.:
- Beletinec 1032
- Sveti Ilija 544
- Doljan 391
- Tomaševec Biškupečki 390
- Seketin 376
- Krušljevec 253
- Križanec 329
- Žigrovec 217

| broj stanovnika | 1445  | 1676  | 1822  | 2221  | 2499  | 2772  | 2826  | 3152  | 3512  | 3557  | 3597  | 3616  | 3627  | 3587  | 3532  | 3511  | 3242  |
|                 | 1857. | 1869. | 1880. | 1890. | 1900. | 1910. | 1921. | 1931. | 1948. | 1953. | 1961. | 1971. | 1981. | 1991. | 2001. | 2011. | 2021. |

| broj stanovnika | 293   | 313   | 332   | 371   | 427   | 439   | 427   | 436   | 473   | 487   | 512   | 514   | 508   | 542   | 544   | 615   | 572   |
|                 | 1857. | 1869. | 1880. | 1890. | 1900. | 1910. | 1921. | 1931. | 1948. | 1953. | 1961. | 1971. | 1981. | 1991. | 2001. | 2011. | 2021. |

## Uprava
Načelnik općine je Marin Bosilj (HDZ).

## Povijest

### Pretpovijest
O prisutnosti čovjeka na prostoru Općine Sveti Ilija već od doba pretpovijesti svjedoče dva slučajna nalaza kamenih sjekira. Jedan u Svetom Iliji, a jedan u šumi Krč nedaleko Krušljevca.

### Antika
Krajem prvog st. pr. Krista s antičkom civilizacijom dolazi i razvoj naselja, izgradnja putova, nove spoznaje i vjerovanja. Glavne pravce rimskih cesta zadržat će i srednji vijek, što će utjecati i na razvoj srednjovjekovnih naselja.

### Srednji vijek
Prvi pisani izvor u kojem se spominju toponimi Obrys i Beletyncy je isprava zagrebačkog kaptola iz 1236.godine. U ovoj se ispravi Obreš spominje kao ime potoka, a Beletinec kao tvrđava.
Godine 1247. prvi se put spominje i župa Sveti Ilija, koja se spominje i u prvom popisu župa Zagrebačke biskupije iz 1334.godine. U dokumentima od sredine 17. do sredine 18.st. pronalazimo podatke o začecima učiteljske službe i poučavanja djece. Učitelji su ujedno obavljali i zvonarsku službu.

### Novi vijek
Osim pisanih zapisa, trag višestoljetne povijesti ovog kraja predstavljaju i spomenici arhitekture. Gotičke elemente pronalazimo u arhitekturi crkve Svih Svetih u Beletincu. Stara crkva u Svetom Iliji je bila gotička građevina koja je za vrijeme baroka gotovo sva pregrađena. Ta je crkva porušena, pa je 1914. godine izgrađena nova koja je i novouređena. Pažnje je vrijedna i kurija grofova Patačić u Seketinu, izgrađena vjerojatno krajem 17. i početkom 18. stoljeća.

## Poznate osobe
Jedan od poznatijih ljudi je bio svećenik Vilim Cecelja.

## Šport
U općini Sveti Ilija djeluju dva nogometna kluba NK Bednja i NK Obreš.
Predsjednik NK Obreš je Darko Kaselj. Društvo za šport i rekreaciju Tomaševec Biškupečki je nestranačka i neprofitna športska udruga koja djeluje na području Općine Sveti Ilija s ciljem da pruža mještanima svih uzrasta mogućnosti da putem redovitog ili povremenog tjelesnog vježbanja ostvaruju interese i potrebe za aktivnosti koje doprinose čuvanju zdravlja, vitalnosti, razvoju stvaralaštva te skrbi o zajedničkim interesima svih njegovih članova. U organizaciji ŠRD Tomaševec održana su dva turnira u malom nogometu.

## Vanjske poveznice
- Službene stranice